# Lysionotus kwangsiensis
Lysionotus kwangsiensis är en tvåhjärtbladig växtart som beskrevs av Wen Tsai Wang. Lysionotus kwangsiensis ingår i släktet Lysionotus och familjen Gesneriaceae. Inga underarter finns listade i Catalogue of Life.